# Melankton
Melankton är debutalbumet från norska sångerskan Kate Havnevik. Albumet släpptes i hemlandet 10 april 2006 innan det släpptes i Storbritannien med bonuslåten "Travel In Time", skriven och producerad av Carmen Rizzo (och spelad i ett avsnitt av TV-serien OC år 2005). Rizzo hjälpte även till med mixning av några låtar och mastering av hela albumet. Albumet fanns uppe i 48 timmar på Havneviks officiella hemsida 11-12 mars 2006 och släpptes sedan på iTunes Store 27 mars 2006. 
Melankton mixades och masterades i Los Angeles och spelades in i London, Bratislava, Oslo, Reykjavik och Los Angeles. Stråkpartierna spelades in först i Bratislava och Oslo och sången sist i Havneviks lägenhet i London. Guy Sigworth från gruppen Frou Frou bidrog med produktionen av låtarna "Unlike Me", "Not Fair" och "You Again". Sean McGhee mixade större delen av albumet samt delskrev ett antal låtar. Albumet släpptes genom Havneviks eget skivbolag, Continentica Records, och är licenserat i USA med Universal Music
Albumnamnet Melankton är taget från en norsk bok och betyder "svart ros".

## Låtlista
1. "Unlike Me" – 4:45
2. "Travel In Time" – 4:09 (Storbritannien och USA)
3. "You Again" – 3:26
4. "I Don't Know You" – 4:10
5. "Not Fair" – 5:18
6. "Nowhere Warm" – 4:59
7. "Serpentine" – 5:22
8. "Kaleidoscope" – 4:19
9. "Sleepless" – 5:05
10. "Suckerlove" – 5:56
11. "Se Meg" – 5:13 (Norge och Storbritannien)
12. "Someday" – 4:42 (Norge)
13. "New Day" – 7:42
14. "So:Lo" – 3:03 (Bonuslåt, endast i USA)